# San Giorgio Canavese
San Giorgio Canavese is een gemeente in de Italiaanse provincie Turijn (regio Piëmont) en telt 2486 inwoners (31-12-2004). De oppervlakte bedraagt 20,4 km², de bevolkingsdichtheid is 122 inwoners per km².

## Demografie
San Giorgio Canavese telt ongeveer 1042 huishoudens. Het aantal inwoners steeg in de periode 1991-2001 met 4,4% volgens cijfers uit de tienjaarlijkse volkstellingen van ISTAT.
| Jaar | Inwoneraantal |
| ---- | ------------- |
| 1991 | 2294          |
| 2001 | 2396          |

## Geografie
San Giorgio Canavese grenst aan de volgende gemeenten: Agliè, Cuceglio, Ozegna, Montalenghe, Orio Canavese, Barone Canavese, Ciconio, Lusigliè, San Giusto Canavese, Caluso, Feletto, Foglizzo.
1. ↑  https://demo.istat.it/?l=it.